# 비어 진트 헬덴

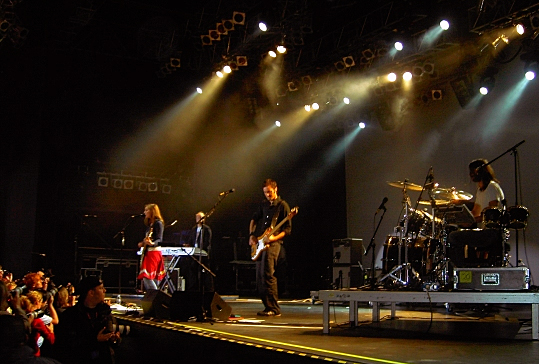

비어 진트 헬덴(Wir sind Helden)은 독일의 록밴드이다.

## 개요
2001년 함부르크에서 결성하였다.

## 구성원
- 유디트 홀로페르네스
- 폴라 로이
- 마르크 타파솔
- 장미셸 투렛

## 음반
- Die Reklamation
- Soundso